# Anders Winroth
Anders Winroth, född 1965 i Ludvika, är en svensk historiker och släktforskare, verksam vid Yale University.

## Biografi
Anders Winroth studerade vid Stockholms universitet, och doktorerade därefter vid Columbia University med en avhandling om Gratianus Decretum (1996). Hans yrkesmässiga forskargärning har framför allt kretsat kring rättshistoria, religionshistoria och idéhistoria under medeltiden i Europa.
Sedan 1998 är Winroth verksam som lärare och forskare vid Yale University där han sedan 2004 innehar en professur med inriktning på europeisk medeltidshistoria. Winroths bidrag till den kanoniska rättens historia har särskilt uppmärksammats, bland annat genom att han 2003 blev MacArthur Fellow. För sin bok The Making of Gratian's Decretum (1999) belönades han 2004 med John Nicholas Brown Prize.
Vid sidan av sin forskargärning vid universiteten har Winroth ägnat sig åt medeltida släktforskning samt varit verksam i svenska släktforskarföreningar. I synnerhet har hans genealogiska forskning handlat om ätter i Dalarnas medeltid och deras förhållande till adliga ätter såsom Svinhufvud och Hjort af Ornäs, samt den s.k. Folkungaättens (idag oftare kallad Bjälboätten) angivna förgreningar ner i frälseätterna. Winroth har även varit redaktör vid och medverkat i Svenskt biografiskt lexikon.

## Arbeten
- "Vi fattiga systrar" : en undersökning av Klara klosters godsinnehav, Stockholm: Stockholm University, 1990
- The Making of Gratian's Decretum, Cambridge: Cambridge University Press, 2000, ISBN 0-521-63264-1
- ”Papal letters to Scandinavia and their preservation”, Charters, cartularies and archives, 2002, ISBN 0-88844-817-1
- The Conversion of Scandinavia: Vikings, Merchants, and Missionaries in the Remaking of Northern Europe, New Haven: Yale University Press, 2011
- Peter Monaghan (August 11, 2000), ”Yale Scholar, Revisiting the 'Decretum,' Opens a Window on the 12th Century”, en:The Chronicle of Higher Education